# نیژنیایا کاران-یلگا
نیژنیایا کاران-یلگا (انگلیسی: Nizhnyaya Karan-Yelga) یک شهرک در شهرستان تویمازینسکی استان باشقیرستان کشور روسیه است.